# Vytautas Petras Plečkaitis
Vytautas Petras Plečkaitis (*  16. Oktober 1950 in Kalvarija) ist ein litauischer Diplomat und Politiker.

## Leben
Von 1957 bis 1966 lernte er in der Mittelschule  Kalvarija. Nach dem Abitur 1968 an der Abendschule Kalvarija studierte er ab 1968 Geschichte an der Vilniaus universitetas (VU). 1972 sollte er wegen der antisowjetischen Tätigkeit das Studium abbrechen. Von 1978 bis 1981 absolvierte er das Diplomstudium an der VU. Von 1966 bis 1968 war er Bauarbeiter. Von 1972 bis 1974 leistete er den Sowjetarmeedienst. 1975 arbeitete er als Lehrer in Marijampolė.
Von 1990 bis 1996 war er Mitglied im Seimas, ab 1996 Botschafter in der Ukraine und Moldawien, von 2001 bis 2005 Berater am Außenministerium Litauens, ab 2005 Generalkonsul in Genf, von 2007 bis 2010 Botschafter in der Schweiz.
Ab 1988 war er Mitglied von  Sąjūdis, ab 1991 der Lietuvos socialdemokratų partija.
Sein Bruder ist Romanas Plečkaitis.

## Auszeichnungen
- 2003: Orden für Verdienste um Litauen, Komandoro kryžius